# Nomada coxalis
Nomada coxalis är en biart som beskrevs av Morawitz 1877. Nomada coxalis ingår i släktet gökbin, och familjen långtungebin. Inga underarter finns listade i Catalogue of Life.